# ビッグホーン川

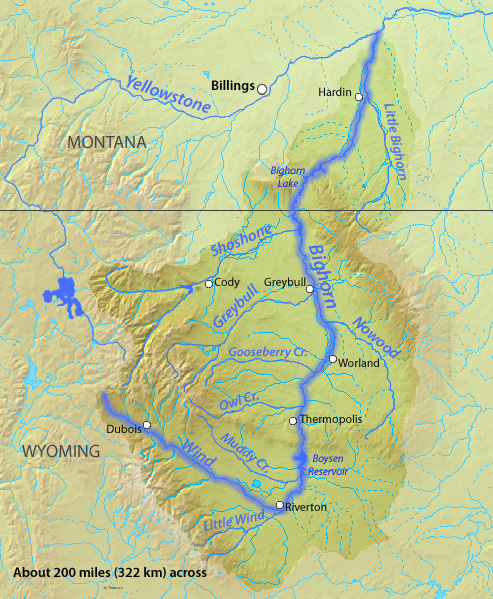
ビッグホーン川流域

ビッグホーン川 (ビッグホーンがわ、Bighorn River) はアメリカ合衆国ワイオミング州とモンタナ州を流れる川。イエローストーン川の支流で、長さ約742km、流域面積59,272 km2。
川の名前は1805年に毛皮交易者François Larocqueにより付けられており、彼が川岸で見たビッグホーンに由来する。
ビッグホーン川の上流部はウィンド川と呼ばれる。ウィンドリバーキャニオン北側、サーモポリスの町付近のウェディング・オブ・ザ・ウォーターズ (Wedding of the Waters) と呼ばれる場所からビッグホーン川となる。そこから川はビッグホーン盆地を北へ流れ、サーモポリス、ワーランドやホットスプリングス州立公園を通る。グレイブルでグレイブル川が合流、そこからおよそ48km北でビッグホーン湖に入り、そこではショショニ川が合流する。ショショニ川との合流地点より北はビッグホーンキャニオンとなり、そこでモンタナ州へと入る。ビッグホーンキャニオンの終わりにはイエローテイルダムとアフターベイダムがある。北東へと流れを変える川はグレートプレーンズに入りハーディンでリトルビッグホーン川が合流。そこから約80km下流、ビッグホーン郡内でイエローストーン川に合流している。
- 流路
  - ビッグホーン川→イエローストーン川→ミズーリ川→ミシシッピ川→メキシコ湾